# Floris De Tier
Floris De Tier (Gavere, 20 de janeiro de 1992) é um ciclista belga, membro da equipa Alpecin-Fenix.

## Palmarés
Ainda não tem conseguido nenhuma vitória como profissional

## Resultados em Grandes Voltas
Durante sua corrida desportiva tem conseguido os seguintes postos nas Grandes Voltas.
| Corrida | Corrida         | 2015 | 2016 | 2017 | 2018 | 2019 | 2020 |
| ------- | --------------- | ---- | ---- | ---- | ---- | ---- | ---- |
|         | Giro d'Italia   | —    | —    | —    | —    | —    | —    |
|         | Tour de France  | —    | —    | —    | —    | —    | —    |
|         | Volta a Espanha | —    | —    | 62.º | 41.º | —    | —    |

—: não participa 

Ab.: abandono